# Bălți (plaats)
Bălți (Russisch: Бельцы; Beltsy, Oekraïens: Бєльці Beltsi; Duits: Belz) is de op drie na grootste stad van Moldavië en het belangrijkste industriële, culturele, commerciële en vervoerscentrum in het noorden van het land. Bălți wordt door de Moldaviërs vaak "de hoofdstad van het noorden" genoemd.
Bălți ligt 135 km ten noorden van de Moldavische hoofdstad Chisinau. De stad is gelegen aan de Răut, een zijrivier van de Dnjestr, in een heuvelachtig landschap dat in de middeleeuwen volledig bebost was. Van deze bossen is echter weinig meer over. De industriestad heeft een vliegveld en de universiteit Alecu Russo op haar grondgebied.
Bestuurlijk is Bălți een gemeente - met stadstitel - en de hoofdplaats van de Moldavische bestuurlijke eenheid (unitate administrativ-teritorială) Bălți.

## Etymologie
Het woord "Bălți" kan letterlijk worden vertaald als "moerassen" of "plassen". De algemene aanname is dat de stad zo genoemd is omdat ze zich in een moerasgebied bevindt.

## Geografische situatie
Bălți is gelegen tegen enkele heuvels en gedeeltelijk in een vallei. Het noorden van Moldavië is zeer vruchtbaar. De grondsoort is voornamelijk zwarte aarde. Het landbouwpotentieel dat hieruit voortkomt is tevens de enig natuurlijke rijkdom van Moldavië.
De maximum gemeten temperatuur in de stad is 38 °C en de laagst gemeten temperatuur -32 °C. Er valt gemiddeld 350 tot 450 mm neerslag per jaar, met een piek in de zomer. De overheersende windrichting is noord.
De gemeente beslaat een gebied van 41,43 km². Van het oppervlak is een belangrijk gedeelte (20,11 km²) landbouwgrond. Sommige stadsbuurten dragen de namen van de 19de-eeuwse voorsteden: Pământeni, Slobozia, Molodovo, Bălțul Nou en Podul Chișinăului. Andere buurten dragen namen die voortkomen uit het Sovjet-tijdperk, bijvoorbeeld het 8ste district en het 9de district.

## Wapen
De huidige vlag en het blazoen van Bălți zijn in 2006 goedgekeurd. Het hoofdelement van het blazoen is een schild met twaalf verticale afwisselende stroken. De verzilverde stroken symboliseren water, de blauwe stroken de aarde. De combinatie van deze twee kleuren is symbool van de Moldavische naam van de stad.
Op het schild staat een boogschutter in Moldavische wapenrusting uit het tijdperk van Stefanus III van Moldavië. Boven het schild is een kroon geplaatst die in de vorm van een muur met 7 omlopen is verzilverd. Een omloop geeft het belang van een plaats aan. Behalve Bălți hebben slechts twee andere steden in Moldavië het recht om een kroon met zeven omlopen te gebruiken: Chisinau en Tiraspol. Andere steden hebben drie tot vijf omlopen.
Het schild wordt door twee verzilverde paarden ondersteund die zich optrekken. Het paard is een oud symbool van de stad, bekend voor zijn paardenmarkten.
De vlag is een combinatie van twee horizontale stroken van twee kleuren: verzilverd (hoger) en blauw (lager). Het hoofdelement bevindt zich in het centrum van de vlag - het schild met een boogschutter.

## Bevolking
Naar schatting woonden er in 2019 ongeveer 97.930 personen in Bălți, een daling vergeleken met 102.457 personen in 2014, 127.561 personen in 2004 en het maximum van 161.475 personen in 1989. Bălți is een multiculturele stad, met een Moldavische bevolkingsmeerderheid (56%) en grote minderheden van Slavische volkeren, waaronder Oekraïners (17%) en Russen (15%).
|  |

Etnische groepen, 2014:
| Etniciteit          | Aantal | %     |
| ------------------- | ------ | ----- |
| Moldaviërs          | 57.176 | 55,8  |
| Oekraïners          | 17.454 | 17,04 |
| Russen              | 15.150 | 14,79 |
| Roemenen *          | 2.727  | 2,66  |
| Bulgaren            | 188    | 0,18  |
| Roma                | 154    | 0,15  |
| Gagaoezen           | 130    | 0,13  |
| Anders              | 1.248  | 1,41  |
| Niet gespecificeerd | 8.030  | 7,84  |

## Economie

### Middenstand
De meeste middenstand van de stad is te vinden in het centrale, het oostelijke en het noordelijke deel van de stad. De grootste winkelgalerijen zijn in het centrum en in het BAM- arrondissement (het noorden) van de stad.

### Productie
De stad was een belangrijk economisch centrum tijdens de Sovjet-periode. Traditionele producten van Moldavië zijn wijn, suiker, vlees, koren en olie. Tevens is Bălți het centrum voor de productie van landbouwmachines, van diverse bouwmaterialen, bont, textiel en chemische producten. Anno 2007 verandert de productiebasis van de stad snel, van het traditionele Sovjet-planeconomiesysteem naar marktwerking en gericht op de Europese Unie.

## Verkeer en vervoer
Bălți is een belangrijk vervoersknooppunt in het noorden van Moldavië.

### Luchtvaart
De stad heeft twee operationele luchthavens, waarvan één internationaal is, Luchthaven Bălți-Leadoveni. De tweede luchthaven, Luchthaven Bălți-Stad, is bestemd voor kleinere vliegtuigen.

### Spoorwegen
Er zijn regelmatige spoorwegverbindingen met steden als Ocnița, Rezina, Ungheni en de hoofdstad Chisinau. Wel duurt een reis naar bijvoorbeeld de Chisinau nog steeds ongeveer 6 uur, terwijl de afstand slechts 200 kilometer bedraagt. De spoorwegen zijn niet geëlektrificeerd en zijn enkelsporig. Het is onduidelijk of dit een gevolg is van het Sovjetbeleid of eenvoudig vanwege achteloosheid. Na de onafhankelijkheid van Moldavië werden de spoorweglijnen de verantwoordelijkheid van de Calea ferată din Moldova. Er zijn twee stations in de stad, te weten Station Bălți-Stad en Station Bălți-Slobozia, die allebei nationaal en internationaal verkeer verwerken.

### Overig (openbaar) vervoer
Het busvervoer in Bălți wordt hoofdzakelijk uitgevoerd door de Instantie van de Trolleybus Bălți en de Instantie van de Bus Bălți. Het busstation van Bălți is een van grootste in Moldavië en voorziet in regelmatige busverbindingen naar vele plaatsen in Moldavië, evenals naar talrijke internationale bestemmingen (Eurolines). Er zijn 3 trolleybuslijnen operationeel in Bălți, een vierde lijn wordt opgeleverd medio 2007-2008.

## Cultuur en recreatie

### Musea
- Regionaal museum van geschiedenis en etnografie
- Gemeentelijke pinacotheek

### Concert en theater
- Nationaal theater Vasile Alecsandri

### Bioscopen
- Patria - op het plein Vasile Alecsandri

### Bezienswaardigheden
- De Sint-Nicolaaskerk (Catedrala Sfântul Nicolae din Bălți). Hoewel dit een orthodoxe kerk is zijn er veel katholieke invloeden zichtbaar in deze kerk.

### Uitgaansleven
Het nachtleven van Bălți is gevestigd op en rondom het plein Vasile Alecsandri, een van de grootste pleinen van Europa. Een van favoriete bezigheden van de Bălțiërs is een avondwandeling langs de Promenade van de Onafhankelijkheid' tot aan dit plein.

### Sport
De stad kent twee betaaldvoetbalclubs: FC Bălți en CF Locomotiv Bălți.

## Begraafplaatsen
Er zijn drie begraafplaatsen in Bălți. De grootste begraafplaats is gelegen aan de zuidelijke grens van de stad. De tweede begraafplaats ligt in de stad, naast het Republikeinse ziekenhuis op de Boulevard Decebal. De derde begraafplaats is een gedenkteken aan de Tweede Wereldoorlog en is gevestigd op het grondgebied van het conglomeraat Răut.

## Geboren
- Tali Ploskov (1962), Israëlische politica
- Sergej Aksjonov (1972), Russisch politicus
- Natalia Barbu (1979), Moldavisch zangeres
- Roman Greenberg (1982), Israëlisch bokser
- Cristian Raileanu (1993), Moldavisch wielrenner

## Internationale betrekkingen

### Stedenbanden
- Stryj, Oekraïne (sinds 1980)
- Smoljan, Bulgarije (sinds 1985)
- Larisa, Griekenland (sinds 1986)
- Miercurea-Ciuc, Roemenië (sinds 1993)
- Gyula, Hongarije (sinds 1995)
- Vorsja, Wit-Rusland (sinds 1996)
- İzmir, Turkije (sinds 1997)
- Kaesŏng, Noord-Korea (sinds 1997)
- Chmelnytsky, Oekraïne (sinds 1997)
- Lakeland, Florida, Verenigde Staten (sinds 1997)
- Płock, Polen (sinds 2000)
- Vitebsk, Wit-Rusland (sinds 2002)
- Milete, Griekenland (sinds 2006)

## Consulaten
- Consulaat van Roemenië
- Consulaat van Oekraïne